# Konglong (köpinghuvudort i Kina, Hubei Sheng, lat 29,89, long 115,90)
Konglong är en köpinghuvudort i Kina. Den ligger i provinsen Hubei, i den centrala delen av landet, omkring 170 kilometer sydost om provinshuvudstaden Wuhan. Antalet invånare är 98 543. Befolkningen består av 47 678 kvinnor och 50 865 män. Barn under 15 år utgör 17,0 %, vuxna 15-64 år 71 %, och äldre över 65 år 10,0 %.
Runt Konglong är det tätbefolkat, med 659 invånare per kvadratkilometer. Närmaste större samhälle är Xunyangqu, 19,2 km söder om Konglong. Trakten runt Konglong består till största delen av jordbruksmark.
Genomsnittlig årsnederbörd är 2 073 millimeter. Den regnigaste månaden är maj, med i genomsnitt 328 mm nederbörd, och den torraste är januari, med 59 mm nederbörd.